# Daniel Dearing
Daniel Dearing (* 13. Januar 1990 in Toronto, Ontario) ist ein kanadischer Beachvolleyballspieler.

## Karriere
Zwischen 2009 und 2021 spielte Dearing mit verschiedenen Partnern (u. a. mit Garrett May und Ivan Reka) Beachvolleyball, hatte dabei allerdings einige längere Spielpausen.
Seit 2022 ist Olympiateilnehmer Sam Schachter Dearings Partner auf der neugeschaffenen World Beach Pro Tour. Bei der Weltmeisterschaft 2022 in Rom erreichten Schachter/Dearing als „Lucky Loser“ nach der Gruppenphase die Hauptrunde, in der sie gegen die Esten Nõlvak/Tiisaar ausschieden. Bei Commonwealth Games 2022 im englischen Birmingham gewannen sie die Silbermedaille. Im gleichen Jahr standen sie zum ersten Mal gemeinsam auf der obersten Podeststufe bei den kanadischen Meisterschaften. Diesen Titel konnten sie eine Saison später erfolgreich verteidigen. Ebenfalls 2023 siegten sie in Halifax beim niederklassigen Future-Turnier der World Beach Pro Tour. Bei der anschließenden Weltmeisterschaft in Tlaxcala erreichten sie als Gruppenzweite erneut die Hauptrunde, in der sie gegen die Australier Schubert/Hodges ausschieden. Ihren bis zu diesem Zeitpunkt wichtigsten gemeinsamen Sieg erkämpften die Kanadier am 23. Juni 2024, als sie im Endspiel des NORCECA–Cups die Mexikaner Juan Virgen / Ricardo Galindo bezwangen und so sich und ihrem Heimatland einen männlichen Startplatz für die Olympischen Spiele sicherten. In Paris mussten sie als Gruppendritte in die Lucky Loser Runde. Dort unterlagen sie den chilenischen Grimalt Cousins Esteban und Marco. So belegten die Nordamerikaner im Gesamtklassement den geteilten siebzehnten Platz.